# カクテル (漫画)
『カクテル』とは、原作城アラキ、作画花門初海による日本の漫画作品。集英社『グランドジャンプ』Webサイトに2015年10月から2016年8月まで第一部が連載された。
世界のトップバーテンダーを目指す女性バーテンダーを主人公にした物語。
マティーニ、シンガポール・スリングといった有名カクテルを作るときのバーテンダーの考え方や、目指す味、カクテルが創作される歴史も描かれる。

## あらすじ
酒席で失態を犯し、地方都市に左遷されてしまったエリート銀行員の青年が、カクテル作りに興味を示す少女・ヒカルと出会う。ヒカルに才能を見出した青年は、ヒカルをカクテルコンペで優勝させ、それを契機に寂れた地方都市を再興しようと画策。ヒカルを老舗のバーで修行させる。
ヒカルはカクテルを通して多くの人々と出会い、成長してゆく。

## 書誌情報
- 城アラキ（原作）・花門初海（作画） 『カクテル』 集英社〈ヤングジャンプ・コミックス〉、全3巻
  1. 2016年4月19日発売[4]、ISBN 978-4-08-890443-6
  2. 2016年5月19日発売[5]、ISBN 978-4-08-890453-5
  3. 2016年9月16日発売[6]、ISBN 978-4-08-890506-8